# Ифран, Диего
Дие́го Ифра́н Са́ла (исп. Diego Ifrán Sala; 8 июня 1987, Серро-Чато) — уругвайский футболист, нападающий.

## Биография
Ифран начал свою карьеру в футбольном клубе «Феникс», где он играл с 2006 по 2008 год. В середине 2008 года его продали в «Данубио». После успешного сезона 2009/10, когда Ифран забил 16 голов в 22 матчах чемпионата Уругвая, в июле 2010 года уругваец отправился в Испанию по запросу тренера «Реал Сосьедада» для медицинского осмотра (его интересовали колени игрока). Таким образом, по результатам обследования руководство должно было решить, покупать им футболиста или нет. В августе Ифран подписал пятилетний контракт с испанским клубом.
Результативность Ифрана в Испании резко снизилась. За три сезона он забил за Реал Сосьедад лишь семь голов в 57 матчах во всех турнирах. Сезон 2013/14 уругваец завершал уже в Сегунде в составе «Депортиво» из Ла-Коруньи. Следующий сезон Ифран также провёл во Втором дивизионе чемпионата Испании.
В июле 2015 года Ифран на правах свободного агента вернулся в Уругвай, где стал выступать за «Пеньяроль», с которым в первом же сезоне стал чемпионом страны.

## Титулы
- Чемпион Уругвая (1): 2015/16